# Course de côte du Rechberg
La Course de côte du Rechberg (ou Rechbergrennen, officiellement der Grosser Bergpreis von Österreich), sur la route nationale 64 de Tulwitz (land de Styrie), est une compétition automobile autrichienne disputée à la fin du mois d'avril depuis 1989 (et durant la première quinzaine de juin lors des  années 1980 précédemment). Elle est organisée par le StAMK Z.V. Mürztal (de).

## Histoire
La première édition en septembre 1972 voit la victoire de l'Autrichien Erich Breinsberg (de) sur Brabham BT23 F2: 52 motos, cinq sidecars et 47 voitures y participent. En 1974, son compatriote Kurt Rieger lui succède, toujours sur une Formule 2.
Initialement longue de 4 kilomètres, la côte passe à 4.5 avec désormais un départ depuis Tulwitz en 1987, puis à 5 en 1988 avec une pente moyenne fixée depuis lors à 5.3%, pour atteindre le col de Rechberg (de) situé à 929 mètres d'altitude et à 20 kilomètres au nord de Graz (sur la commune de Semriach). Elle est intégrée au Championnat d'Europe de la montagne en 1981, à sa neuvième édition (ainsi qu'à l'Österreichischen Staatsmeisterschaft für Automobil Bergsport, et plus récemment au championnat européen Historic). En 2012, elle en est à sa quarantième exécution, et elle reste à ce jour disputée dans la compétition continentale sans aucune interruption.
En 2014, Simone Faggioli obtient un temps de 1 min 55 s 36 sur le parcours (et de 3 min 51 s 1 à l'addition des deux manches).
Otakar Krámský trouve la mort à 55 ans durant les essais de la course de 2015, en percutant un arbre dans la ligne droite précédant la tribune VIP.

## Palmarès européen

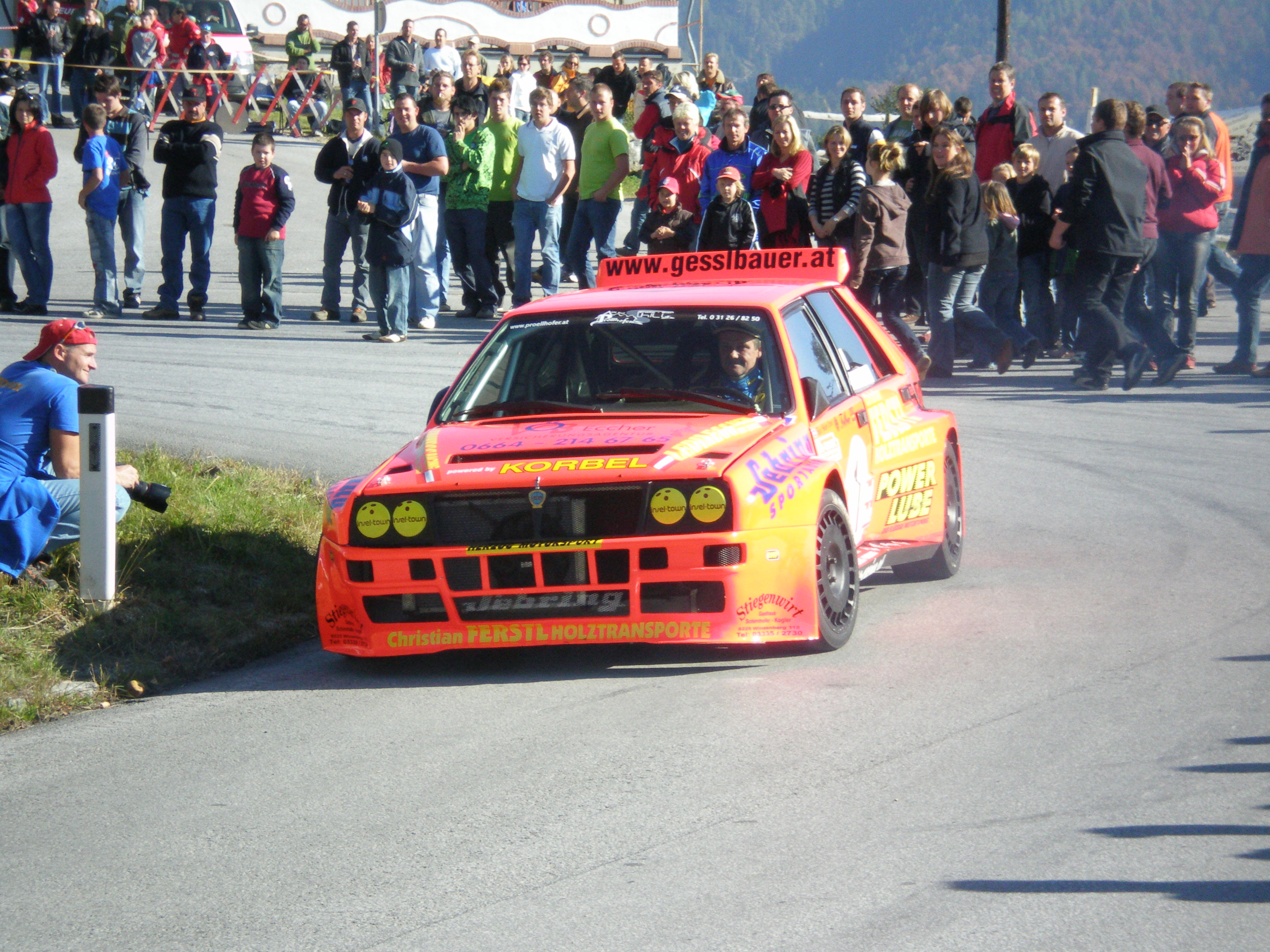
Prestation locale de Felix Pailer.

| Année | Vainqueur          | Voiture                               |
| ----- | ------------------ | ------------------------------------- |
| 1981  | Michel Pignard     | TOJ SC206-BMW                         |
| 1982  | Mauro Nesti        | Osella PA9                            |
| 1983  | Mauro Nesti        | Osella PA9                            |
| 1984  | Mauro Nesti        | Osella PA9                            |
| 1985  | Mauro Nesti        | Osella PA9                            |
| 1986  | Walter Pedrazza    | Pedrazza Racing Cars (PRC) F2         |
| 1987  | Walter Pedrazza    | Pedrazza Racing Cars (PRC) M87-BMW C3 |
| 1988  | Walter Pedrazza    | Pedrazza Racing Cars (PRC) M87-BMW C3 |
| 1989  | Herbert Stenger    | Stenger Sachs C3 Sprint ES861         |
| 1990  | Andres Vilariño    | Lola T298-BMW C3                      |
| 1991  | Philippe Darbellay | Lucchini S289                         |
| 1992  | Andres Vilariño    | Lola T298-BMW C3                      |
| 1993  | Andres Vilariño    | Lola T298-BMW C3                      |
| 1994  | Horst Fendrich     | Martini MK69                          |
| 1995  | Francisco Egózcue  | Osella PA9                            |
| 1996  | Horst Fendrich     | Martini MK69                          |
| 1997  | Pasquale Irlando   | Osella PA20S                          |
| 1998  | László Szász       | Reynard 93D-Zytek F3000               |
| 1999  | Franz Tschager     | Lucchini-BMW P1-98 CN                 |
| 2000  | Josef Neuhauser    | Horag Reynard-Judd SC91 Can-Am        |
| 2001  | Giulio Regosa      | Osella PA20S                          |
| 2002  | Josef Neuhauser    | Minardi M190 F1                       |
| 2003  | László Szász       | Reynard 93D-Zytek F3000               |
| 2004  | Hermann Waldy      | Reynard 94D F3000                     |
| 2005  | Jaroslav Krajči    | Lola T96/50-Zytek F3000               |
| 2006  | Giulio Regosa      | Lola T96/50 F3000                     |
| 2007  | Ander Vilariño     | Reynard 01L (Mugen Formel Nippon)     |
| 2008  | Denny Zardo        | Reynard 01L (Mugen Formel Nippon)     |
| 2009  | Fausto Bormolini   | Reynard 95D (Mugen Formel 3000)       |
| 2010  | Simone Faggioli    | Osella FA 30                          |
| 2011  | Simone Faggioli    | Osella FA 30                          |
| 2012  | Simone Faggioli    | Osella FA 30                          |
| 2013  | Simone Faggioli    | Osella FA 30                          |
| 2014  | Simone Faggioli    | Norma M20 FC                          |
| 2015  | Simone Faggioli    | Norma M20 FC                          |